# Future bass
Sous-genres
Kawaii bass
Genres dérivés
Future trap, future footwork
Genres associés
Future house, chillstep, lovetrap, lusttrap, glitch-hop, moombahton, chill-out, ghetto house, chiptune, cloud rap
La future bass est un ensemble de genres musicaux ayant émergé en 2006 au Royaume-Uni, aux États-Unis, en Australie, au Japon et en Chine. Il s'agit d'un genre musical large, comprenant une grande variété de sons et rythmes normalement produits par un synthétiseur.

## Caractéristiques
Significativement inspirée du dubstep mais à travers un son moins abrasif et agressif, la Future bass est décrite comme concentrée sur une ligne de basse dure (parfois initiée par une 808) accompagnée de synthétiseurs désaccordés, principalement d'ondes en dents de scie et carrées. Les ondes sonores sont souvent modulées par automatisation ou oscillation basse fréquence contrôlant le filtre audio (typiquement un filtre passe-bas ou passe-haut) ou le niveau de l'onde pour ajuster le volume du signal (pour créer une « oscillation »). De plus, il est courant d'utiliser une élévation graduelle de la hauteur pendant les « risers » (accumulation de bruit blanc), et des accords d'arpèges, des notes vocales ou des vocodeurs,.

## Histoire
Le genre est lancé par Flume, Rustie et Cashmere Cat, et popularisé au milieu des années 2010 par des artistes comme Mura Masa, Marshmello, BhueR, San Holo, DROELOE, Martin Garrix et Louis The Child,,,. 2016 est considérée comme l'année phare du genre. Alors que la musique trap n'était au départ qu'un facteur d'influence, le genre se confond maintenant avec la lovetrap et la lusttrap.
La future bass évolue à partir d'éléments issus du trap, footwork et UK garage. Les éléments sont liés en ce qu'ils sont rythmiquement basés sur la musique trap, mais ont un fort accent sur la ligne de basse. De cette façon, leur propre son est façonné, ce qui attitre rapidement une attention particulière, notamment sur YouTube. À cette période, des chaînes indépendantes telles que Trap Nation sortent des chansons du genre en pleine expansion. De nombreux titres servent de musique de fond pour les vidéos de style de vie, en raison de ce style souvent décrit comme joyeux et relaxant.
Souvent confondu avec la lovetrap, le genre subit un réalignement entre 2012 et 2014. Des musiciens comme Flume, Illenium ou San Holo aident à moderniser le genre. Flume ayant popularisé la future bass dans son pays natal, l'année 2015 assiste entre autres à l'émergence du genre dans d'autres pays avec DJ Snake avec Middle ou Chainsmokers grâce aux premiers succès commerciaux mondiaux de Roses. Une autre personnalité qui a aidé son émergence est le DJ et producteur Marshmello. En 2016, les modifications et croisements commerciaux dominent les ventes et les charts dance. Des artistes tels que Martin Garrix, Headhunterz et Yellow Claw changent à court ou à long terme leurs sonorités electro house ou hardstyle pour de la future bass.

## Artistes
Ils incluent notamment : Cashmere Cat, Flume,, Flux Pavilion, Illenium, Madeon, Marshmello, Martin Garrix, Odesza, Porter Robinson, San Holo, Wave Racer, et Yasutaka Nakata,.

## Sous-genres

### Kawaii future bass
La kawaii future bass est un sous-genre de la future bass, connu pour son timbre joyeux et mignon et ses fortes influences de la culture populaire japonaise. Souvent, des sons chiptune, des signaux carrés douces, des samples d'anime ou de jeux vidéo, des percussions et des grincements de porte et de lit sont incorporés dans ces chansons. Snail's House et d'autres producteurs ont produit des morceaux de ce sous-genre avec le premier étant crédité comme le pionnier du genre après avoir sorti l'EP Kirara en 2015.

## Future soul
Un genre associé appelé future soul, est un terme utilisé par l'auteur-compositeur-interprète britannique Daley dans les années 2010 pour décrire un genre issu de la soul et du RnB contemporain.